# 法政学堂
法政学堂是指清朝末年各地创办的法律政治学校。民初改为“法政专门学校”。

## 历史
甲午战争惨败后，当时社会思潮认为立宪乃救国之有效途径，立宪就是法治政治。日俄战争日本获胜，进一步强化了“立宪救国”理念。清廷宣布“预备立宪”，开始积极兴办“法政教育”，培养“法政人才”。各地纷纷兴办专门的法政学堂。
第一个“法政学堂”是1905年6月设立的直隶“臬署法政学堂”，专门对直隶本省候补官员及幕僚进行法政教育，不久改名为“幕僚学堂”，附属于1905年11月在保定设立的“直隶法政学堂”。1905年9月2日，清廷废除科举制度。1905年，奉天省仕学馆扩充改设奉天法政学堂。1905年11月，广东省课吏馆基础上成立广东法政学堂。
1906年7月7日清廷学部饬发各省，对举贡生员，政法专习一门，三年毕业，将给出身。法政学堂在“正科”之外普遍开设“别科”或“讲习科”，吸纳各部员的候补官员及举贡生员。1908年9月5日清廷学部颁行《法政学堂别科及讲习科毕业奖励章程》，对毕业生根据考核等次而授予相应官职。清廷学部筹设的京师法政学堂，“以造就完全法政通才为宗旨”，作为全国各法政学堂办学总指导的《京师法政学堂章程》，分设预科、正科、别科，附设讲习科：
- 预科学制两年，入学资格为中学毕业，预科毕业后升入正科；
- 正科分为政治、法律两门，均为三年毕业；
- 别科“专为各部院候补候选人员及举贡生监年岁较长者，在堂肆习，不必由预科升入，俾可速成以应急需”；
- 讲习科是“以备吏部新分及裁缺人员入学肄业”，一年半毕业。

至1909年，全国共有法政学堂47所，学生12 282人，分别占专门学堂与学生数的37%、51.7%。
1910年11月10日，清廷学部开禁私立法政学堂。郭沫若回忆当时成都城里法政学堂达十四、五所，三月、半年、一年速成，父子同学、祖孙同学随处可见。仅湖南一省1911年就设有法政学堂21所。
民初，全国公立法政学堂64所，在校生30 803人。1912年10月22日，中华民国教育部公布《专门学校令》，删除了法政专门学校的“别科”。法政学校的社会名声败落。至1926年，减至国立2所，公立16所，私立7所。